# Санчес Рамос, Хорхе Эдуардо
Хо́рхе Эдуа́рдо Са́нчес Ра́мос (исп. Jorge Eduardo Sánchez Ramos; род. 10 декабря 1997, Торреон, Коауила) — мексиканский футболист, защитник клуба «Крус Асуль» и сборной Мексики". Бронзовый призёр Олимпийских игр 2020 года в Токио.

## Клубная карьера
Санчес — воспитанник клуба «Сантос Лагуна». 25 августа 2016 года в поединке Кубка Мексики против «Хуарес» Хорхе дебютировал за основной состав. 19 сентября в матче против УНАМ Пумас он дебютировал в мексиканской Примере. В своём дебютном сезоне Хорхе стал чемпионом страны. Летом 2018 года Санчес перешёл в столичную «Америку». 12 августа в матче против «Монтеррея» он дебютировал за новую команду. 16 сентября в поединке против «Монаркас Морелия» Хорхе забил свой первый гол за «Америку». В 2019 году он помог команде выиграть чемпионат и завоевать Кубок Мексики.
10 августа 2022 года перешёл в амстердамский «Аякс», подписав с клубом четырёхлетний контракт.
29 августа 2023 года перешёл на правах аренды в португальский клуб «Порту».
Летом 2024 года перешёл в мексиканский «Крус Асуль». 14 июля дебютировал за клуб в матче чемпионата против «Монтеррея».

## Международная карьера
27 марта 2019 года в товарищеском матче против сборной Парагвая Санчес дебютировал за сборную Мексики.
В 2021 году в составе олимпийской сборной Мексики Сначес принял участие в летних Олимпийских играх 2020 в Токио. На турнире он сыграл в матчах против команд Южной Кореи, ЮАР, Японии, Франции и Бразилии.

## Достижения
«Сантос Лагуна»
- Победитель чемпионата Мексики — Клаусура 2018

«Америка»
- Победитель чемпионата Мексики — Апертура 2018
- Обладатель Кубка Мексики — Клаусура 2019

Сборная Мексики
- Победитель Золотого кубка КОНКАКАФ: 2023